# Le Samyn 2023
De wielerkoers Le Samyn is een eendaagse wegwedstrijd voor zowel mannen als vrouwen. In 2023 werden beide verreden op 28 februari met vertrek in Quaregnon en aankomst in Dour.

## Mannen
De koers bij de mannen ging over een afstand van 209 kilometer en maakte zowel deel uit van de UCI Europe Tour 2022 als de Lotto Cycling Cup 2023. De Belg Milan Menten won deze editie.
| Le Samyn 2023 |                 |                |          |
| Plaats        | Naam            | Ploeg          | Tijd     |
| Winnaar       | Milan Menten    | Lotto-Dstny    | 4u49'28" |
| 2             | Hugo Hofstetter | Arkéa-Samsic   | z.t.     |
| 3             | Edward Theuns   | Trek-Segafredo | z.t.     |
| 4             | Alberto Dainese | Team DSM       | z.t.     |
| 5             | Luca Mozzato    | Arkéa-Samsic   | z.t.     |

## Vrouwen
De twaalfde editie van Le Samyn des Dames werd gewonnen door de Italiaanse Marta Bastianelli. Zij ontsnapte op de laatste kasseistrook, samen met haar landgenote Maria Giulia Confalonieri, waarna Bastianelli de sprint à deux won. Vittoria Guazzini won de sprint van het peloton en maakte er een geheel Italiaans podium van.
| Le Samyn des Dames 2023 |                           |                             |          |
| Plaats                  | Naam                      | Ploeg                       | Tijd     |
| Winnaar                 | Marta Bastianelli         | UAE Team ADQ                | 2u40'00" |
| 2                       | Maria Giulia Confalonieri | Uno-X                       | z.t.     |
| 3                       | Vittoria Guazzini         | FDJ-Suez                    | + 9"     |
| 4                       | Audrey Cordon-Ragot       | Zaaf Cycling Team           | z.t.     |
| 5                       | Lieke Nooijen             | Parkhotel Valkenburg        | z.t.     |
| 6                       | Marjolein van 't Geloof   | Human Powered Health        | z.t.     |
| 7                       | Margaux Vigie             | Lifeplus-Wahoo              | z.t.     |
| 8                       | Marthe Truyen             | Fenix-Deceuninck            | z.t.     |
| 9                       | Mieke Docx                | Lotto Dstny Ladies          | z.t.     |
| 10                      | Roxane Fournier           | Saint Michel-Mavic-Auber 93 | z.t.     |

1968 · 1969 · 1970 · 1971 · 1972 · 1973 · 1974 · 1975 · 1976 · 1977 · 1978 · 1979 · 1980 · 1981 · 1982 · 1983 · 1984 · 1985 · 1986 · 1987 · 1988 · 1989 · 1990 · 1991 · 1992 · 1993 · 1994 · 1995 · 1996 · 1997 · 1998 · 1999 · 2000 · 2001 · 2002 · 2003 · 2004 · 2005 · 2006 · 2007 · 2008 · 2009 · 2010 · 2011 · 2012 · 2013 · 2014 · 2015 · 2016 · 2017 · 2018 · 2019 · 2020 · 2021 · 2022 · 2023 · 2024 · 2025